# Granica polsko-słowacka

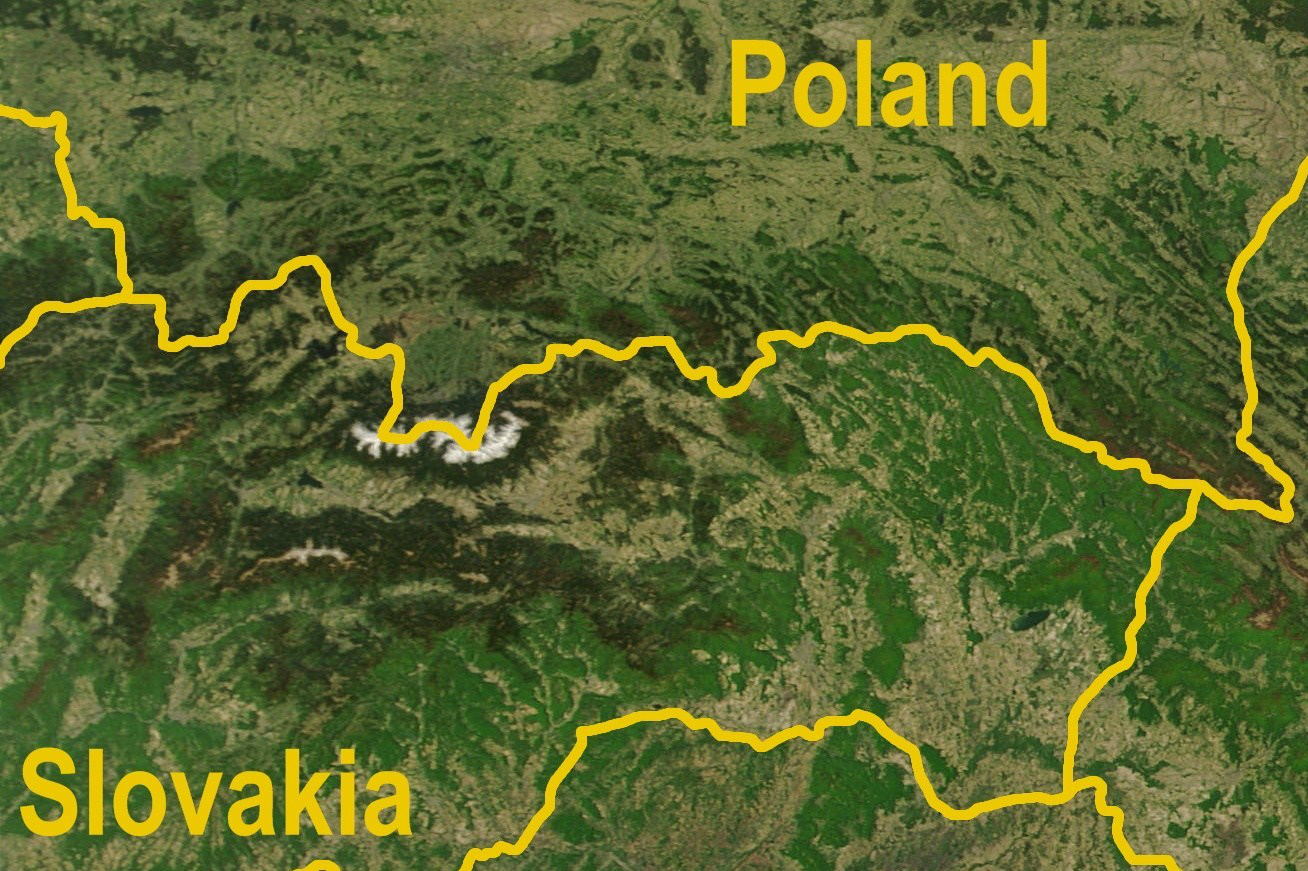
Granica zaznaczona na zdjęciu satelitarnym

Granica polsko-słowacka – granica między Rzecząpospolitą Polską a Republiką Słowacką istniejąca formalnie we współczesnym kształcie od 1 stycznia 1993 roku, tj. od momentu rozpadu Czechosłowacji na dwa niezależne państwa. Przed rozpadem Czechosłowacji obecna granica ze Słowacją stanowiła jej część i miała prawie identyczny przebieg (w późniejszych latach dokonano drobnych korekt).

## Obecny przebieg

### Przebieg granicy
Granica ze Słowacją przebiega od Jaworzynki Trzycatka przez Przełęcz Zwardońską, Wielką Raczę, Wielką Rycerzową, przełęcz Glinkę, Pilsko, przełęcz Glinne, Babią Górę, Chyżne, przecina dolinę Orawy, główny grzbiet Tatr, biegnie doliną Białki wzdłuż doliny Dunajca, przez Pieniny, doliną Popradu, przez Muszynę, Przełęczą Tylicką, Dukielską i Łupkowską, do szczytu Krzemieniec, nad Przełęczą Użocką.

### Korekta granicy w 2005 roku
Na mocy umowy zawartej pomiędzy Rzeczpospolitą Polską a Republiką Słowacką sporządzonej w Lubowli 29 lipca 2002 roku i ratyfikowanej w 2005 roku:
- w pobliżu wieży widokowej na Przełęczy Dukielskiej w rejonie polskiej miejscowości Barwinek i słowackiej miejscowości Vyšný Komárnik Polska odstąpiła Słowacji 376 m² terytorium, a Słowacja odstąpiła Polsce terytorium o takiej samej powierzchni (zmiana była podyktowana brakiem możliwości przywrócenia do poprzedniego stanu wspólnej drogi granicznej; droga ta została wybudowana w 1958 roku w celu umożliwienia turystom słowackim zobaczenia miejsc walk. Po korekcie granica przebiega środkiem drogi)
- na rzece Dunajec w rejonie polskich miejscowości Sromowce Niżne i Sromowce Wyżne oraz słowackich miejscowości Czerwony Klasztor i Stara Wieś Spiska Polska odstąpiła Słowacji część bezimiennej wyspy o powierzchni 2289 m², a Słowacja odstąpiła Polsce część wyspy Nokiel o takiej samej powierzchni (zmiana była podyktowana brakiem możliwości osadzenia znaków granicznych w odpowiednich miejscach, ze względu na zmianę kształtu wyspy)
- w rejonie polskiej miejscowości Jaworzynka i słowackiej miejscowości Skalité Polska odstąpiła Słowacji 304 m² terytorium, a Słowacja odstąpiła Polsce terytorium o takiej samej powierzchni (zmiana była podyktowana prośbami mieszkańców – po roku 1953 powstała tam droga, kilkakrotnie przecięta przez granicę, co powodowało wiele utrudnień w dostępie do działek po obu stronach, obecnie granica przebiega środkiem drogi)

Łącznie Polska przekazała Słowacji, a Słowacja Polsce terytoria o powierzchni 2969 m² (blisko 0,30 ha).

## Historyczny przebieg

### Granica polsko-słowacka przed II wojną światową
Kiedy 14 marca 1939 roku została utworzona Republika Słowacka (państwo oficjalnie niezależne, jednak kontrolowane przez III Rzeszę), przestała istnieć granica polsko-czechosłowacka, która stała się na pewnym swym odcinku granicą polsko-czeską (z Protektoratem Czech i Moraw), granicą polsko-słowacką i granicą polsko-węgierską.
Ówczesna granica polsko-słowacka swój bieg rozpoczynała 0,55 kilometra na zachód od góry Mały Połom (Trojačka, 1058 m n.p.m.), następnie biegła w kierunku wschodnim przez górę Vel. Polom (1067 m n.p.m.), na południe od Przełęczy Jabłonkowskiej, na północ od Czacy i Czarnego, następnie przez Wielką Raczę, Pilsko, Babią Górę, Chyżne, przecinała dolinę Orawy i główny grzbiet Tatr. Dalej biegła doliną Białki wzdłuż doliny Dunajca, przez Pieniny, doliną Popradu, przez Muszynę i kończyła swój bieg na szczycie Czerenin (Černiny, 929 m n.p.m.) w okolicach Łupkowa, gdzie znajdował się trójstyk granic Polski, Słowacji i Węgier.
Granica polsko-słowacka przetrwała faktycznie do 28 września 1939 roku, formalnie zaś do 1958, gdyż dopiero 13 czerwca tego roku rządy PRL i CSRS podpisały porozumienie zamykające spory graniczne.